# Universidad de Ciencias Médicas de Sancti Spiritus
La Universidad de Ciencias Médicas de Sancti Spiritus (también llamada Facultad de Medicina de Sancti Spiritus "Dr Faustino Pérez Hernández") es una universidad de medicina localizada en Sancti Spiritus, Cuba.
Fue fundada el 27 de julio de 1986, por Fidel Castro. 

## Facultades
Se encuentra dividida en cuatro facultades: 
- Medicina
- Estomatología
- Licenciatura en Enfermería
- Tecnologías de la Salud